# Steelwing
Gli Steelwing sono stati un gruppo musicale Heavy metal svedese, formatosi nel 2009 e scioltosi nel 2016.

## Il gruppo
Il gruppo si forma nella primavera del 2009 a Stoccolma, con il nome di Scavenger, che viene poi cambiato in Steelwing dal cantante, prendendo spunto dalla cover di un album dei Judas Priest, Screaming for Vengeance, in cui è disegnato un uccello d'acciaio. Dopo un primo demo nel 2009, l'anno dopo gli Steelwing pubblicano il loro primo album, Roadkill (or Be Killed), con all'interno 9 pezzi. Il loro sound è influenzato da gruppi heavy metal britannici come Iron Maiden, Judas Priest e Diamond Head. Il loro stile è spesso associato, facendo allusione alla NWOBHM (New Wave of British Heavy Metal), alla NWOTHM (New Wave of Traditional Heavy Metal), una corrente musicale formata da gruppi musicali aventi l'intento di riproporre, in età contemporanea, le sonorità dell'heavy metal classico degli anni 80. Roadkill (or Be Killed) viene pubblicato il 26 febbraio 2010 attraverso la Noise Art Records, e riceve un buon giudizio dalla critica specializzata.
Nel 2011 il bassista Gustav Skurk lascia la band, e viene sostituito da Nic Savage, che precedentemente aveva già suonato in band quali Pain Killer e Jackal's Wrath. Nello stesso anno gli Steelwing avranno l'occasione di supportare band di rilievo come i connazionali Grand Magus, e soprattutto i pionieri dell'heavy metal tedesco: gli Accept.
Nel gennaio del 2012 la band pubblica il suo secondo album, Zone of Alienation.
Il 20 novembre 2015 gli Steelwing pubblicano il loro terzo album, edito dalla Napalm Records: Reset, Reboot, Redeem, che ottiene il plauso della critica. Nel 2016, dopo sette anni di attività e una carriera di certo non priva di importanti traguardi ed esperienze significative, gli Steelwing decidono definitivamente di sciogliersi.
Nel 2018, due anni dopo lo scioglimento della band, l'ex bassista Nic Savage diviene il nuovo chitarrista solista degli Heavy Load, tra i gruppi più importanti dell'heavy metal svedese anni 80 e considerati tra i fondatori della scena epic metal, riunitosi nel 2017.

## Formazione

### Formazione attuale
- Riley - voce
- Robby Rockbag - chitarra
- Alex Vega - chitarra
- Nic Savage - basso
- Oskar - batteria

### Ex componenti
- Gustav Skurk - basso

## Discografia
1. 2009: Demo 2009
2. 2010: Roadkill(Or Be Killed) EP (NoiseArt Records)
3. 2010: Lord of the Wasteland (NoiseArt Records)
4. 2012: Zone of Alienation (NoiseArt Records)
5. 2015: Reset, Reboot, Redeem (Napalm Records)